# Folksam
Folksam er et af de største forsikringsselskaber i Sverige. Det blev etableret den 10. maj 1908, og hovedkontoret findes i dag i Folksamhuset på Bohusgatan 14 på Södermalm i Stockholm.
Folksam samt datterselskaber består af de to gensidige koncerner Folksam Sak og Folksam Liv samt elleve forsikringsselskaber, herunder bl.a. KPA Pension AB og Förenade Liv  AB. De offentlige varemærker udgøres af Folksam, KPA Pension, Förenade Liv, Salus  Ansvar samt Folksam LO Pension. At Folksam er "gensidigt" indebærer, at det er ejet af kunderne, og at et eventuelt overskud fra virksomheden føres tilbage til kunderne.